# PH-meter

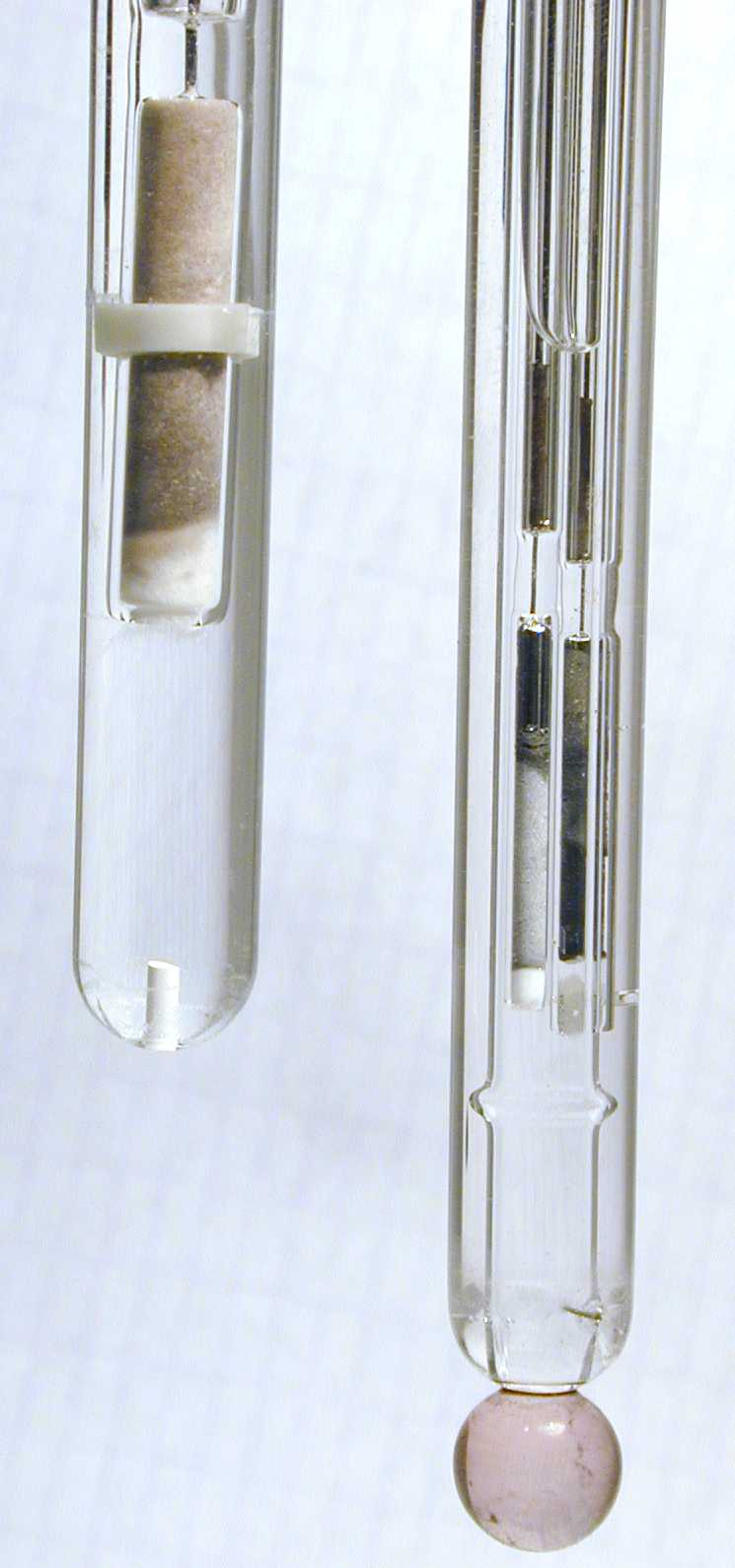
Zilver/zilverchloride-referentie-elektrode (links) en pH-glaselektrode (rechts)

Een pH-meter is een instrument waarmee de zuurgraad van een oplossing bepaald kan worden, uitgedrukt in een pH-waarde. Dit gebeurt door het meten van het potentiaalverschil tussen een glaselektrode en een zilver/zilverchloride-elektrode, waaruit de in de oplossing gedompelde pH-elektrode meestal is opgebouwd. De potentiaal van de glaselektrode is afhankelijk van de concentratie (feitelijk de activiteit) van de hydroxonium-ionen in de test-oplossing. De potentiaal van de zilver-zilverchloride-elektrode ligt vast (referentie-elektrode). Omdat de inwendige weerstand die zo een elektrode heeft nogal hoog is, is een voltmeter met een erg hoge ingangsimpedantie nodig om de meting niet te beïnvloeden.
Voor het gebruik moet de pH-meter geijkt worden door middel van ijkoplossingen; dit zijn buffer-oplossingen met bekende stabiele pH-waarde. Zo kan de gemeten spanning gecorreleerd worden aan de pH-schaalverdeling.
In de praktijk wordt een pH-meter meestal als pH/mV-meter uitgevoerd.

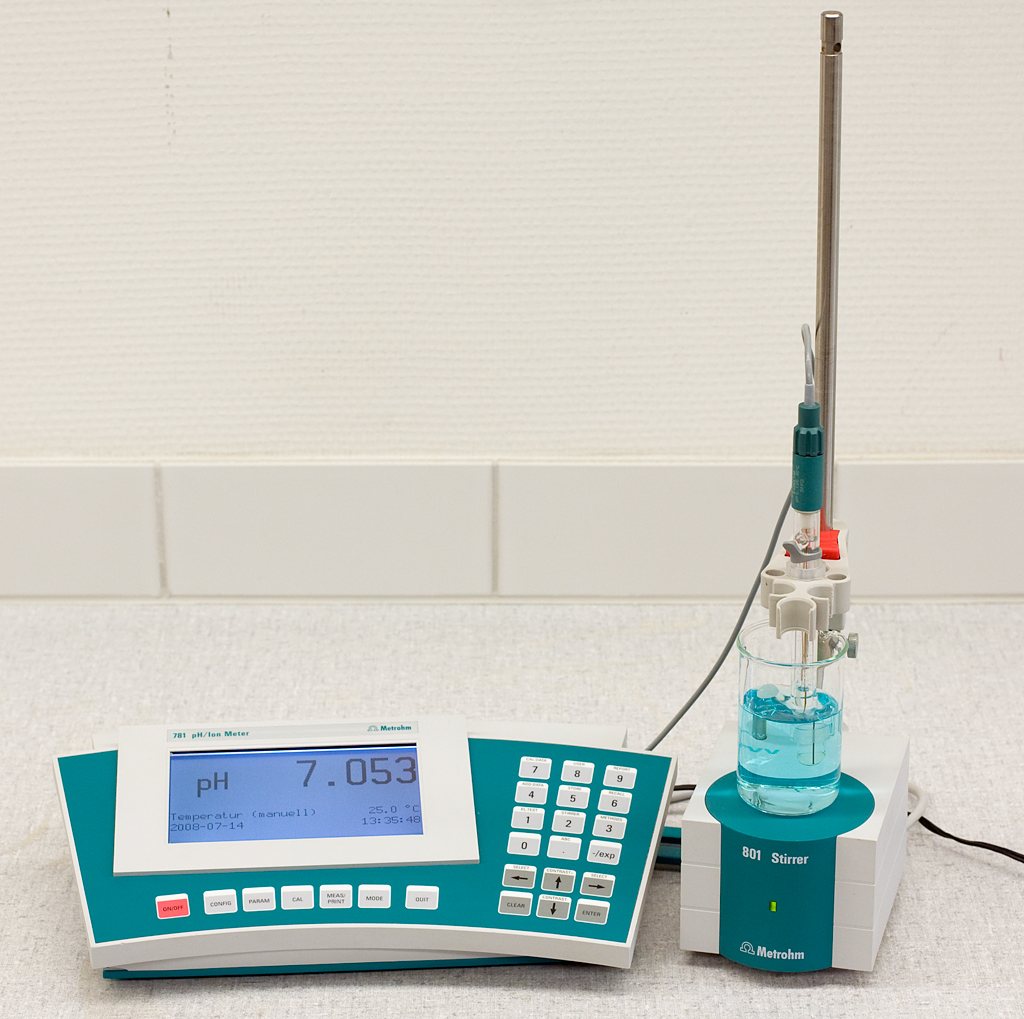
Een pH-meter